# NASCAR Grand National Series 1955
Sezon 1955 w wyścigach NASCAR rozpoczął się 7 listopada 1954 a zakończył 30 października 1955. Zwyciężył Tim Flock, który zdobył 9596 punktów w klasyfikacji generalnej (zwyciężał 18-krotnie).

## Kalendarz i zwycięzcy
| #  | Data            | Nazwa wyścigu     | Tor                              |                 |                 |                |
| 1  | 7 listopada     | Wyścig 1          | Tri-City Speedway                | Lee Petty       | Buck Baker      | Herb Thomas    |
| 2  | 6 lutego        | Wyścig 2          | Palm Beach Speedway              | Herb Thomas     | Jack Choquette  | Buck Baker     |
| 3  | 13 lutego       | Wyścig 3          | Speedway Park                    | Lee Petty       | Dick Rathmann   | Herb Thomas    |
| 4  | 27 lutego       | Wyścig 4          | Daytona Beach & Road Course      | Tim Flock       | Lee Petty       | Ray Duhigg     |
| 5  | 6 marca         | Wyścig 5          | Oglethorpe Speedway              | Lee Petty       | Don White       | Dick Rathmann  |
| 6  | 26 marca        | Wyścig 6          | Columbia Speedway                | Fonty Flock     | Don White       | Dick Rathmann  |
| 7  | 27 marca        | Wyścig 7          | Occoneechee Speedway             | Jim Paschal     | Buck Baker      | Don White      |
| 8  | 3 kwietnia      | Wilkes County 160 | North Wilkesboro Speedway        | Buck Baker      | Dick Rathmann   | Curtis Turner  |
| 9  | 17 kwietnia     | Wyścig 9          | Montgomery Speedway              | Tim Flock       | Joel Million    | Fonty Flock    |
| 10 | 24 kwietnia     | Wyścig 10         | Langhorne Speedway               | Tim Flock       | Buck Baker      | Junior Johnson |
| 11 | 1 maja          | Wyścig 11         | Charlotte Speedway               | Buck Baker      | Tim Flock       | Dave Terrell   |
| 12 | 7 maja          | Wyścig 12         | Hickory Motor Speedway           | Junior Johnson  | Tim Flock       | Jim Paschal    |
| 13 | 8 maja          | Wyścig 13         | Arizona State Fairgrounds        | Tim Flock       | Marvin Panch    | Clyde Palmer   |
| 14 | 15 maja         | Wyścig 14         | Tucson Rodeo Grounds             | Danny Letner    | Allen Adkins    | Lloyd Dane     |
| 15 | 15 maja         | Wyścig 15         | Martinsville Speedway            | Tim Flock       | Lee Petty       | Junior Johnson |
| 16 | 22 maja         | Richmond 200      | Richmond International Raceway   | Tim Flock       | Fonty Flock     | Lee Petty      |
| 17 | 28 maja         | Wyścig 17         | North Carolina State Fairgrounds | Junior Johnson  | Fonty Flock     | Buck Baker     |
| 18 | 29 maja         | Wyścig 18         | Forsyth County Fairgrounds       | Lee Petty       | Jim Paschal     | Fred Dove      |
| 19 | 10 czerwca      | Wyścig 19         | Lincoln Speedway                 | Junior Johnson  | Tim Flock       | Buck Baker     |
| 20 | 17 czerwca      | Wyścig 20         | Monroe County Fairgrounds        | Tim Flock       | Fonty Flock     | Bob Welborn    |
| 21 | 18 czerwca      | Wyścig 21         | Fonda Speedway                   | Junior Johnson  | Tim Flock       | Lee Petty      |
| 22 | 19 czerwca      | Wyścig 22         | Airborne Speedway                | Lee Petty       | Buck Baker      | Tim Flock      |
| 23 | 24 czerwca      | Wyścig 23         | Southern States Fairgrounds      | Tim Flock       | Buck Baker      | Gwyn Staley    |
| 24 | 6 lipca         | Wyścig 24         | Piedmont Interstate Fairgrounds  | Tim Flock       | Fonty Flock     | Lee Petty      |
| 25 | 9 lipca         | Wyścig 25         | Columbia Speedway                | Jim Paschal     | Jimmie Lewallen | Tim Flock      |
| 26 | 10 lipca        | Wyścig 26         | Asheville-Weaverville Speedway   | Tim Flock       | Fonty Flock     | Jim Paschal    |
| 27 | 15 lipca        | Wyścig 27         | Morristown Speedway              | Tim Flock       | Lee Petty       | Dave Terrell   |
| 28 | 29 lipca        | Wyścig 28         | Altamont-Schenectady Fairgrounds | Junior Johnson  | Jim Paschal     | Lee Petty      |
| 29 | 30 lipca        | Wyścig 29         | New York State Fairgrounds       | Tim Flock       | Jimmie Lewallen | Lee Petty      |
| 30 | 31 lipca        | Wyścig 30         | Bay Meadows Speedway             | Tim Flock       | John Kieper     | Danny Letner   |
| 31 | 5 sierpnia      | Wyścig 31         | Southern States Fairgrounds      | Jim Paschal     | Gwyn Staley     | Buck Baker     |
| 32 | 7 sierpnia      | Wyścig 32         | Forsyth County Fairgrounds       | Lee Petty       | Jim Paschal     | Buck Baker     |
| 33 | 14 sierpnia     | Mid-South 250     | Memphis-Arkansas Speedway        | Fonty Flock     | Speedy Thompson | Tim Flock      |
| 34 | 20 sierpnia     | Wyścig 34         | Raleigh Speedway                 | Herb Thomas     | Tim Flock       | Bob Welborn    |
| 35 | 5 września      | Southern 500      | Darlington Raceway               | Herb Thomas     | Jim Reed        | Tim Flock      |
| 36 | 11 września     | Wyścig 36         | Montgomery Speedway              | Tim Flock       | Herb Thomas     | Bob Welborn    |
| 37 | 18 września     | Wyścig 37         | Langhorne Speedway               | Tim Flock       | Herb Thomas     | Fonty Flock    |
| 38 | 30 września     | Wyścig 38         | Raleigh Speedway                 | Fonty Flock     | Herb Thomas     | Tim Flock      |
| 39 | 6 października  | Wyścig 39         | Greenville-Pickens Speedway      | Tim Flock       | Junior Johnson  | Bob Welborn    |
| 40 | 9 października  | Wyścig 40         | Memphis-Arkansas Speedway        | Speedy Thompson | Marvin Panch    | Jimmy Massey   |
| 41 | 15 października | Wyścig 41         | Columbia Speedway                | Tim Flock       | Buck Baker      | Herb Thomas    |
| 42 | 16 października | Wyścig 42         | Martinsville Speedway            | Speedy Thompson | Bob Welborn     | Jim Paschal    |
| 43 | 16 października | Wyścig 43         | Las Vegas Park Speedway          | Norm Nelson     | Bill Hyde       | Bill West      |
| 44 | 23 października | Wilkes 160        | North Wilkesboro Speedway        | Buck Baker      | Lee Petty       | Gwyn Staley    |
| 45 | 30 października | Wyścig 45         | Occoneechee Speedway             | Tim Flock       | Curtis Turner   | Buck Baker     |

## Klasyfikacja końcowa – najlepsza 10
| Poz. | Kierowca        | Pkt  |
| ---- | --------------- | ---- |
|      | Tim Flock       | 9596 |
|      | Buck Baker      | 8088 |
|      | Lee Petty       | 7194 |
| 4    | Bob Welborn     | 5460 |
| 5    | Herb Thomas     | 5186 |
| 6    | Junior Johnson  | 4810 |
| 7    | Eddie Skinner   | 4652 |
| 8    | Jim Paschal     | 4572 |
| 9    | Jimmie Lewallen | 4526 |
| 10   | Gwyn Staley     | 4360 |